# Marie-Thérèse de La Ferté-Imbault
Marie-Thérèse de La Ferté-Imbault, född 20 april 1715 i Paris, död där 15 maj 1791, var en fransk salongsvärd och brevskrivare. Hon var dotter till den berömda salongsvärdinnan Madame Geoffrin. Hon höll en litterär salong i Paris. Hennes korrespondens har bevarats och blivit föremål för forskning.  